# Health and Safety Executive

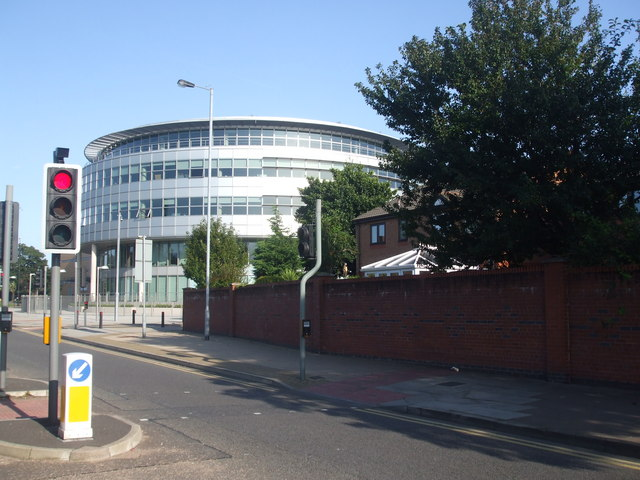
Gebäude an der Pembroke Road Bei diesem Gebäude handelt es sich um Redgrave Court, den neuen Hauptsitz der Gesundheits- und Sicherheitsbehörde in der Merton Road, Bootle.

Die Health and Safety Executive mit Sitz in Liverpool wurde 1974 gegründet und regelt in Großbritannien wesentliche Bereiche des Arbeitsschutzes. Darunter fallen unter anderem Bestimmungen für die Erste Hilfe und die Sicherheit im Umgang mit Geräten, Maschinen, Stoffen, Gefahrenstoffen und dergleichen. Es werden zudem Forschungen zu sicherheitsrelevanten Themen betrieben. Die meisten Forschungsergebnisse werden publiziert.
In 2004 veröffentlichten die brit. Health and Safety Executive und die brit. University of Bath in Kooperation zur Ursachenforschung u. a. auch im Themenfeld Arbeitsunfall in der Reihe HSE Books das Arbeitsbuch „Investigating accidents and incidents A workbook for employers, unions, safety representatives and safety professionals.“ (kurz: „HSG245“) mit ausgefeilten Fragebögen und Arbeitsblättern zur sogenannten „Adverse event analysis“, was als ein „step by step guide“ zur Unfallanalyse mit erprobter Arbeitsmethode unter Anwendung von fünf Kategorien von jeder „interessierten Seite“ in jeder Branche genutzt werden kann, um mit der Zielstellung „Reducing Risks and protecting people“ zur Aufklärung einer Unfallursache und damit verbundener Umstände des Einzelfalls und ggf. auch zur Klärung von Haftungsfragen beizutragen.
In Beantwortung der Frage „Why investigate?“ verweist das erstmals in 2004 von der brit. University of Bath und der brit. Health and Safety Executive und in 2011 neu überarbeitete und veröffentlichte Workbook „HSG245“ unter ausdrücklicher Bezugnahme auch auf den Seeunfall der einst von Lloyd’s Register klassifizierten und 1987 durch menschliches Versagen gekenterten Fähre „Herald of Free Enterprise“ als ein mahnendes Beispiel für „examples of situations where management had failed to recognise, and act on, previous failings in the system“ und rückte somit in das Bewusstsein aller beteiligten Seiten, dass unerkannte Fehler insbesondere in der Kategorie „Management“ somit früher oder später auch Auswirkungen auf die weiteren und in der englischsprachigen Literatur herausgegeben von der „Royal Society for the Prevention of Accidents“ auch  vereinfacht als „Personnel“, „Material“, „Task“ und „Environment“ bezeichneten übrigen Kategorien haben und im Extremfall bei der genannten Schiffskatastrophe  auch viele Menschenleben kosteten, wenn Mängel in der Qualitätssicherung eines Unternehmens und auch das in der Seefahrt grundsätzlich bekannte Phänomen „Seafarer Fatigue“ zu lange unentdeckt bleiben.
Die Health and Safety Executive ist in der Veröffentlichung „Seafarer Fatigue Film – Cardiff University“ einer der wichtigen unter „Sponsors / Collaborators“ genannten Partner, die mit diesem Lehrfilm grundsätzlich auch für deutsche Reedereien und ihre Seeleute einen weiteren wichtigen Beitrag zum Aufbau einer Sicherheitskultur in der Seeschifffahrt leisten, wie es die IMO im Rahmen ihrer Rechtsetzungstätigkeit im Vorwort des auch im deutschen Sprachraum in 2002 in den Nachrichten für Seefahrer (NfS) veröffentlichten „MSC / Circ. 1014 - IMO-Richtlinie zur Linderung von Fatigue (Übermüdung) und Fatigue-Management“ dort unter ausdrücklicher Bezugnahme auf das 1989 geschehene Unglück der „Exxon Valdez“ (1989) als notwendig erkannt hat.
In Deutschland beruht das Arbeitsschutzsystem auf zwei Säulen. Neben dem staatlichen Arbeitsschutz existiert auch der Arbeitsschutz der gesetzlichen Unfallversicherungsträger (UVT). UVT sind die Gewerblichen Berufsgenossenschaften (BG), die Landwirtschaftlichen Berufsgenossenschaften und die Unfallversicherungsträger der öffentlichen Hand.